# Alexandre-Antoine Hureau de Sénarmont
Pour les articles homonymes, voir Hureau et Famille de Sénarmont.
Alexandre-Antoine Hureau, baron de Sénarmont, né le 21 avril 1769 à Strasbourg et tué le 26 octobre 1810 d'un éclat d'obus lors du siège de Cadix, est un général français de la Révolution et de l'Empire. Il est l'un des pionniers de la tactique moderne de l'artillerie.
Il démontre à Napoléon l'efficacité de la concentration des pièces d'artillerie pendant la bataille de Friedland (14 juin 1807). L'Empereur use de cette technique à Wagram, à la Moskova et durant la campagne de 1813. Son nom est gravé dans la crypte du Panthéon, où son cœur embaumé repose dans une urne ; il est également inscrit sur la 38e colonne de l'arc de triomphe de l'Étoile.

## Biographie
Second fils du général Alexandre-François de Senarmont et de Marie Leveillard, il entre en 1780 à l'École militaire de Vendôme, puis à l'École d'application de l'artillerie et du génie de Metz comme aspirant le 1er août 1784 ; il en sort lieutenant le 1er septembre 1785. En 1785 il entre au 3e régiment d'artillerie de Besançon avec le grade de lieutenant, et sert comme aide de camp de son père aux armées du Centre et du Nord.
En 1792 il est promu capitaine d’artillerie et est envoyé à l'armée des Ardennes. Il participe en 1794 au siège de Charleroi et à la bataille de Fleurus. Le 13 novembre de la même année, il est nommé capitaine commandant et titulaire de la sous-direction de Douai. Il passe chef d'escadron provisoire le 14 octobre 1794, nomination approuvé le 23 novembre suivant. Le 18 avril 1797 il participe à la bataille de Neuwied, et en avril 1799 il est affecté à l'armée du Rhin comme chef d’état-major de l’artillerie de l’armée de réserve. Il est nommé chef de brigade le 6 septembre 1799, et en mai 1800 il participe au passage du col du Grand-Saint-Bernard, puis à la bataille de Montebello le 9 juin. Le 14 juin il se signale à la tête du 5e régiment d'artillerie à pied à la bataille de Marengo, avant de devenir colonel le 6 septembre 1800.
Le 17 décembre 1801 il prend le commandement du 6e régiment d’artillerie à pied avec lequel il fait les campagnes de l'an XII et de l'an XIII à l'armée des côtes de l'Océan. Le 8 décembre 1803 il prend les fonctions de chef d’état-major de l’artillerie du camp de Brest, est fait chevalier de la Légion d'honneur le 11 décembre 1803 et officier de l'ordre le 14 juin 1804.
En 1804, après une revue, il est présenté à Napoléon qui lui demande : "Vous êtes bien jeune ?" il lui répond : "Sire, j'ai votre âge."
De l'an XIV à 1807 il sert à la Grande Armée. Le 30 juillet 1805 il est prêt à embarquer pour envahir l’Angleterre au camp de Boulogne. Il écrit alors à son frère :

« Rien ne paraît plus sérieux, que notre embarquement : tout est prêt et embarqué, armes, munitions, poudre, qu’on avait réservées jusqu'au dernier moment. […] Cette entreprise est bien hardie, mais on a vu réussir tant de choses qu’il est à espérer que celle-ci n’échouera pas… »

Le 22 mars 1806 il achète par procuration un hôtel particulier à Dreux rue-neuve (ou Porte-Neuve), artère qui aujourd'hui porte son nom par décision du conseil municipal du 26 janvier 1832. À sa mort, celui-ci fut habité par sa fille, Madame de la Bigottière qui le vendit en 1826.
Il est promu général de brigade le 10 juillet 1806, et commandant de l’artillerie de la Grande Armée. Il est élevé au grade de commandeur de la Légion d’honneur le 3 mars 1807, en récompense de sa conduite à la bataille d'Eylau le 8 février. À la bataille de Friedland le 14 juin 1807, au moment où la cavalerie du général Latour-Maubourg repousse une charge des Russes, il établit avec promptitude et habileté une batterie de 30 pièces d'artillerie qui fait éprouver de lourdes pertes aux troupes adverses. Créé baron d'Empire le 2 juillet 1808, il est nommé commandant de l'artillerie du 1er corps de l'armée d'Espagne le 26 août suivant. Le 22 novembre il est fait chevalier de la Couronne de fer. Après la prise de Madrid le 4 décembre 1808, il est nommé général de division le 7 décembre suivant. Il est à la bataille d’Uclès le 13 janvier 1809, et le 9 mars 1809 il prend le commandement en chef de l’artillerie des armées en Espagne en remplacement du général Lariboisière. Il combat à Talavera les 27 et 28 juillet 1809, et à Almonacid le 11 août 1809, face aux généraux Palafox, Blake et Wellesley.
Le 26 octobre 1810, il est emporté par un boulet anglais dans la redoute de Villate, alors qu’il organise le siège de Cadix depuis le Puerto Santa-Maria.
Le Maréchal duc de Dalmatie fait connaître à l'armée sa mort :
« L'armée apprendra avec douleur que M. le général de division Senarmont, commandant en chef l'artillerie de l'armée, a terminé sa carrière devant Cadix. Ce digne et respectable général, dont le nom se trouve attaché aux faits d'armes les plus mémorables de la guerre, était à visiter les formidables ouvrages que le 1er corps d'armée a élevés lorsqu'un obus lancé par une batterie l'a atteint à la poitrine. Le même coup a aussi renversé M. le colonel Degennes, directeur général des parcs d'artillerie, et M. le capitaine Pinondelle, tous deux officiers très distingués. L'empereur regrettera certainement la perte de M. le général Senarmont. Sa Majesté n'avait point de sujet qui portât à l'exercice de ses devoirs un dévouement plus absolu. Toutes ses pensées étaient dirigées vers le service, la gloire des armes impériales et le perfectionnement de la science dans le corps illustre dont il était un des principaux chefs. Les honneurs dus au rang qu'occupait M. le général Senarmont lui seront rendus au 1er corps d'armée, ainsi qu'au colonel Degennes et au capitaine Pinondelle. Le cœur de M. le général Senarmont sera embaumé pour être porté en France, à l'effet de recevoir la destination qu'il plaira à Sa Majesté l'Empereur d'ordonner ».
Son corps est enterré dans l’église Santa Ana de Chiclana.

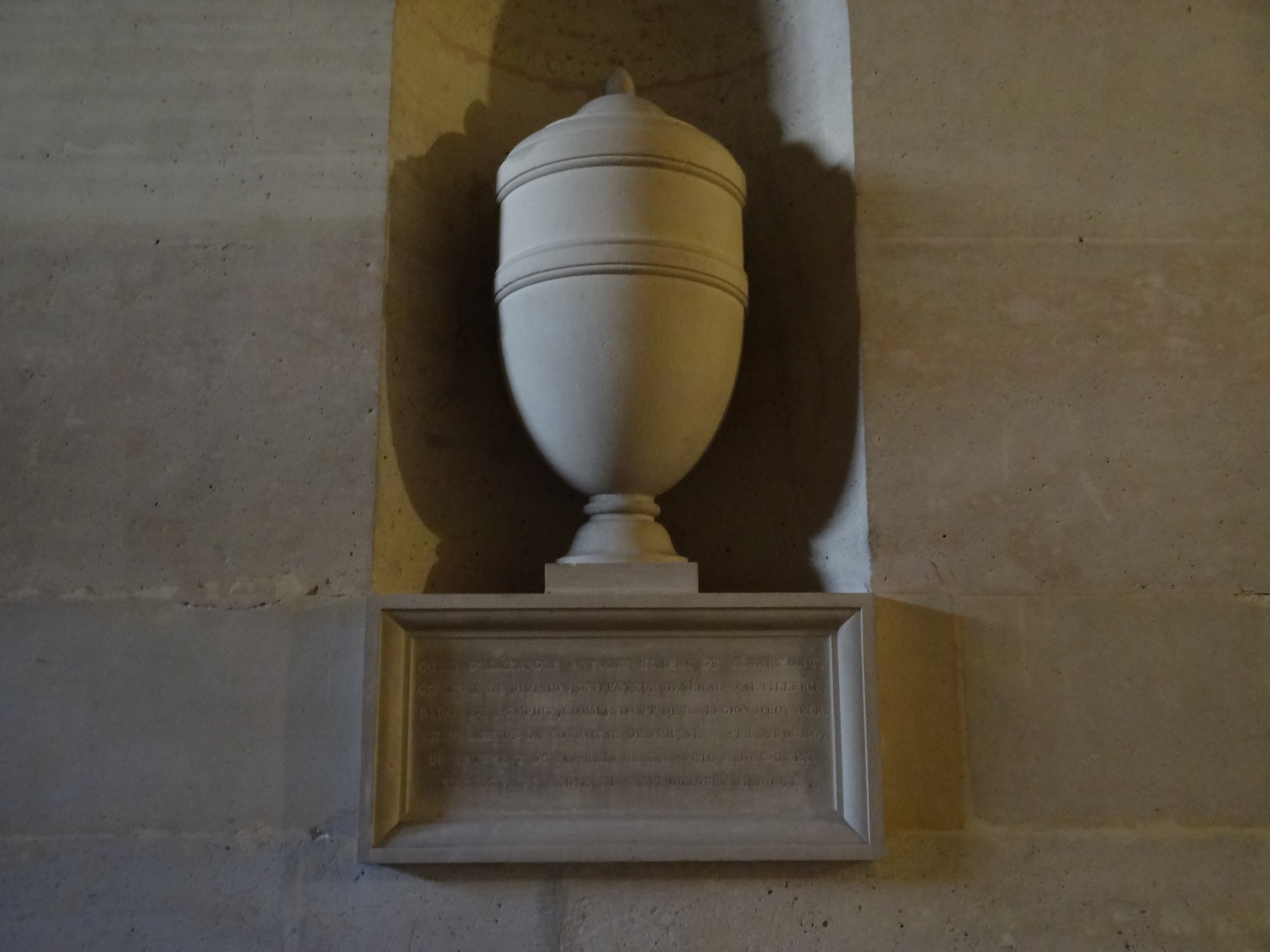
L'urne contenant le cœur du général Hureau de Sénarmont au Panthéon.

Le 5 juin 1811, son cœur embaumé est placé dans le Panthéon à Paris sur ordre de Napoléon, en date du 17 janvier 1811. L’oraison funèbre est prononcée par le général comte Lariboisière.
En 1823, lors de l'expédition d’Espagne, le lieutenant-général vicomte Tirlet, commandant en chef l'artillerie de l'armée d'Espagne, écrit à Amédée de Sénarmont : « ce que vous craigniez est arrivé ; les espagnols ont violé la sépulture, dans la chapelle Santa Anna […] La populace insensée a jeté au vent les cendres de l’homme généreux qui la protégea au milieu des désastres de la guerre, qui fut toujours juste et loyal ».

## Famille
Pendant la campagne de 1793, il s'éprend, lors de son passage à Philippeville (Royaume des Pays-Bas, province de Namur) d'une jeune fille qu'il épouse le 21 novembre 1793 : Marie Josèphe Henriette Rosalie Hufty, fille d'Hippolyte Romain Hufty, ancien procureur du roi à la prévôté de Philippeville.
Il a deux enfants : Alexandre Hyppolyte (1794-1870) et Henriette Désirée (1800-1874). Son fils Alexandre Hippolyte, après avoir été confirmé dans le titre de baron héréditaire en 1817, partit pour l'île de la Réunion où il eut une descendance nombreuse après deux mariages.
Son neveu, Henri Hureau de Sénarmont (1808-1862) fut un éminent physicien, dont les travaux ont notamment porté sur la géologie, la réflexion de la lumière polarisée, la conductibilité calorifique des cristaux, les propriétés optiques des corps isomorphes, etc. Il tint une chaire de minéralogie à l'École des mines.

## Distinctions
- Son buste par Antoine Laurent Dantan orne la galerie des Batailles du château de Versailles. La grand-croix qui figure sur son uniforme lui avait été donnée par le grand-duc de Bade après la bataille de Talavera, mais Napoléon lui avait interdit de la porter. Un double de la sculpture est au musée de Dreux (Eure-et-Loir).
- Une plaque commémorative se trouve dans l’église Saint-Pierre de Dreux où une rue porte son nom.
- Son nom est gravé sous l'arc de triomphe de l'Étoile (pilier Ouest).
- Le manège équestre du château de Fontainebleau porte son nom.

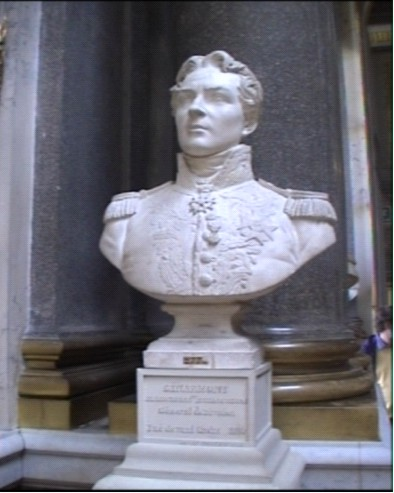
Buste de Alexandre Antoine Hureau de Senarmont, baron de Senarmont  par Antoine Laurent Dantan dans la galerie des Batailles au château de Versailles
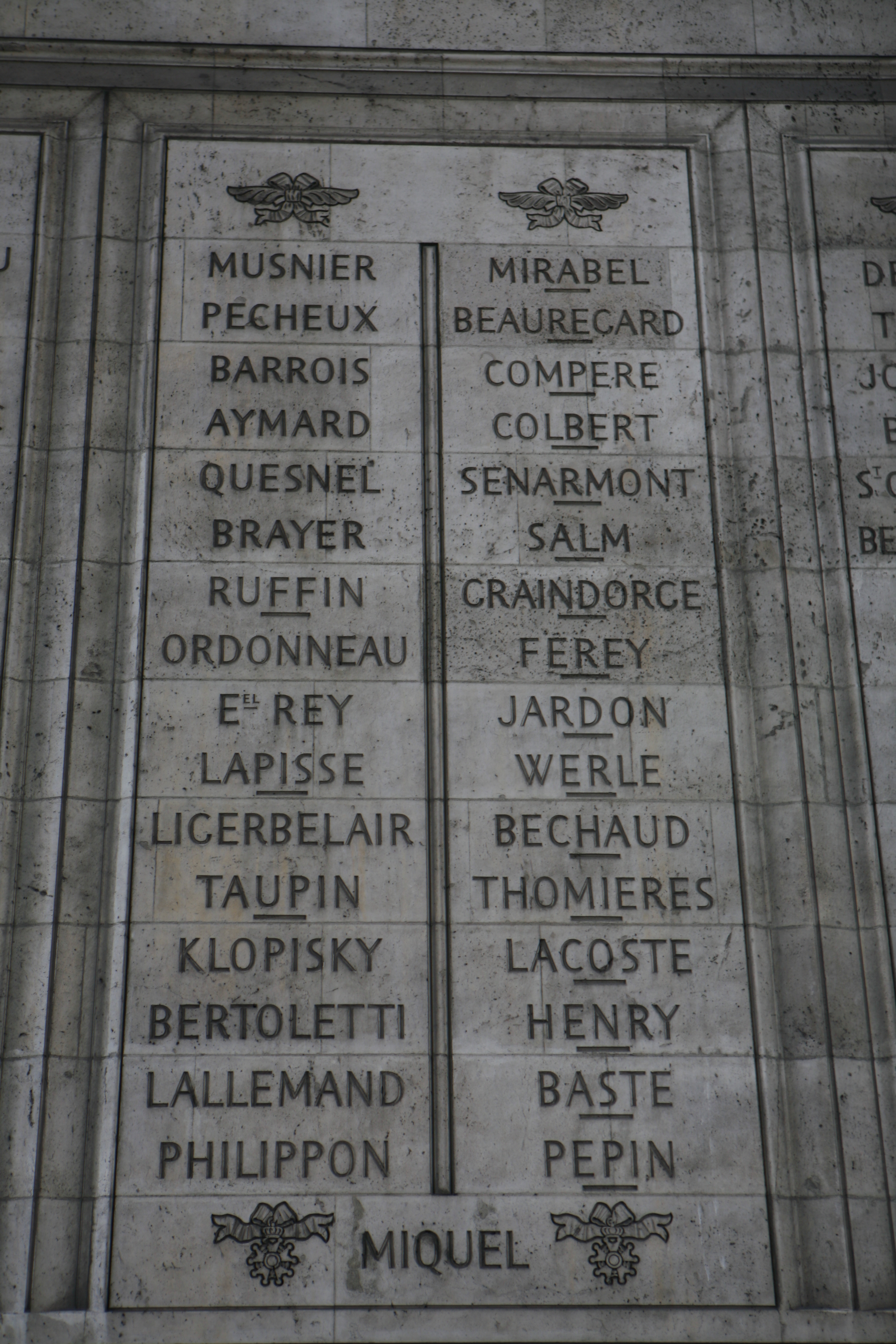
Noms gravés sous l'arc de triomphe de l'Étoile : pilier Ouest, 37e et 38e colonnes

## Sources
- Nécrologie publiée dans le Mémorial Administratif de la Préfecture d'Eure-et-Loir no 345 du 20 mars 1811 (5 pages)
- Nécrologie publiée dans le Journal du département d'Eure-et-Loir, premier numéro, année 1811. Consultable aux Archives départementales d'Eure-et-Loir sous la cote PER 3 1811.
- Biographie universelle ancienne et moderne
- A. Lievyns, Jean Maurice Verdot, Pierre Bégat, Fastes de la Légion-d'honneur, biographie de tous les décorés accompagnée de l'histoire législative et réglementaire de l'ordre, Tome 3, Bureau de l’administration, 1844, 529 p. (lire en ligne), p. 491
- Ordre national de la Légion d'honneur, base Léonore, LH//1328/18